# Йеттинген
Йеттинген (нем. Jettingen) — община в Германии, в земле Баден-Вюртемберг.
Подчиняется административному округу Штутгарт. Входит в состав района Бёблинген. Население составляет 7571 человек (на 31 декабря 2010 года). Занимает площадь 21,12 км².
Коммуна подразделяется на 3 сельских округа.

## Известные уроженцы
- Клаус фон Штауффенберг — офицер вермахта, организатор покушения на Гитлера 1944 года

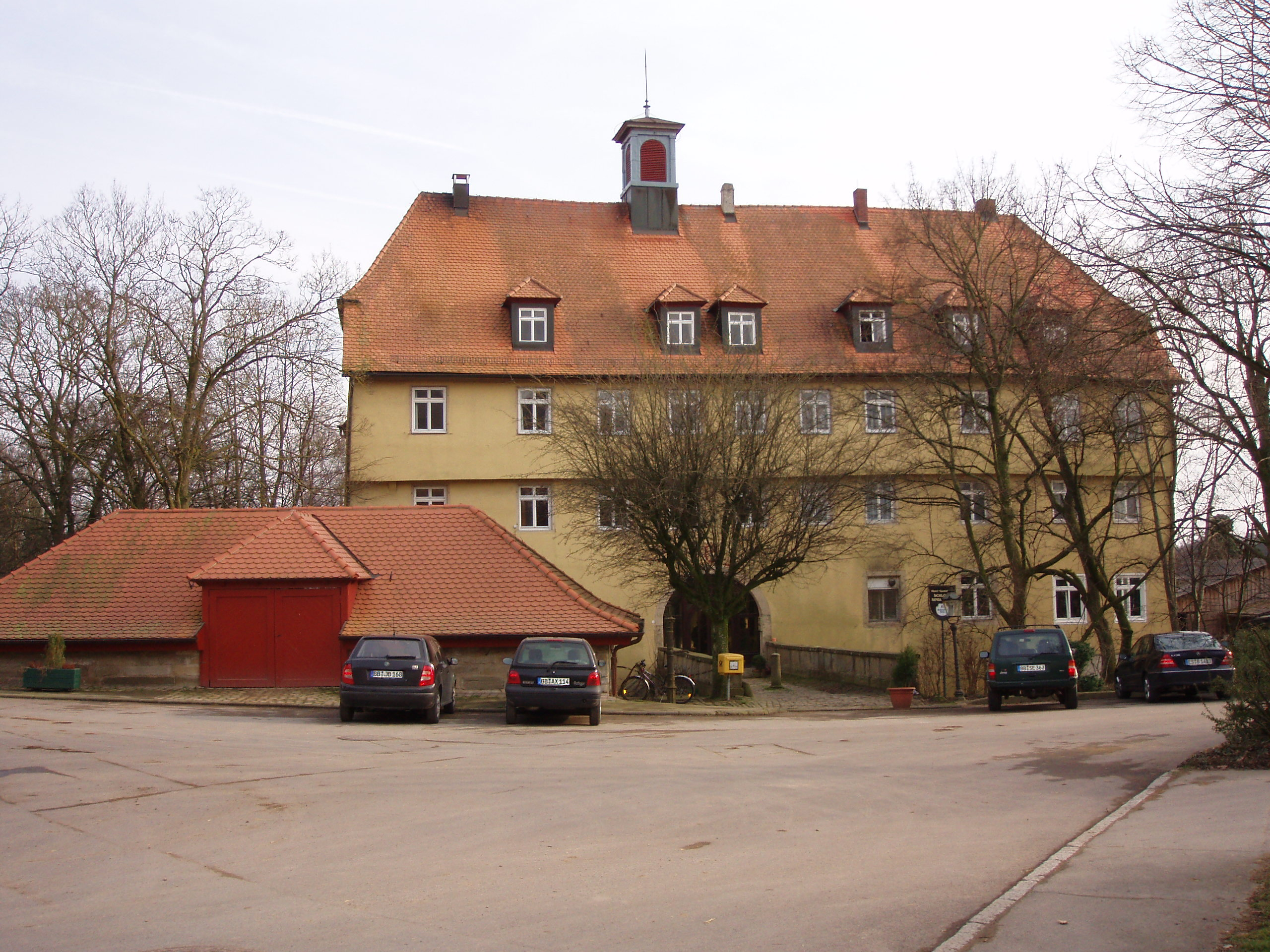
Замок

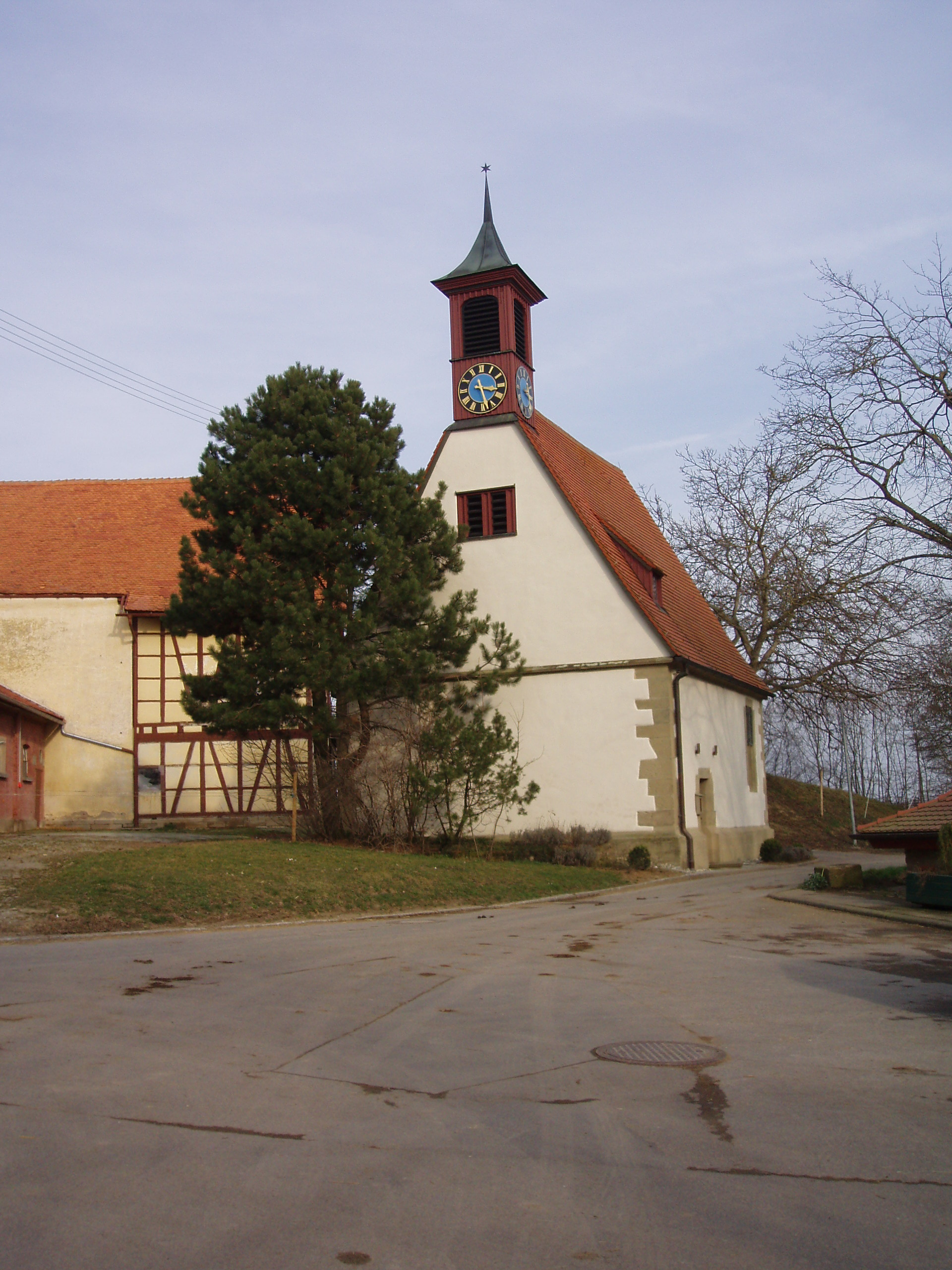
Замок